# Ahmed Farouk el-Zaher
Ahmed Farouk el-Zaher (* 8. Januar 1986) ist ein ehemaliger ägyptischer Leichtathlet, der sich auf den Hochsprung spezialisiert hat.

## Sportliche Laufbahn
Erste internationale Erfahrungen sammelte Ahmed Farouk el-Zaher vermutlich im Jahr 2004, als er bei den Arabischen Juniorenmeisterschaften in Kairo mit übersprungenen 2,10 m die Goldmedaille gewann. Im Jahr darauf gewann er bei den erstmals ausgetragenen Islamic Solidarity Games in Mekka mit 2,17 m die Silbermedaille hinter Omar Moussa al-Masrahi aus Saudi-Arabien und stellte damit einen neuen Landesrekord auf. Anschließend gelangte er bei den Mittelmeerspielen in Almería mit 2,10 m auf den elften Platz, ehe er bei der Sommer-Universiade in Izmir mit 2,10 m in der Vorrunde ausschied. Zudem begann er ein Studium in den Vereinigten Staaten. 2007 beendete er dann seine aktive sportliche Karriere im Alter von 21 Jahren. 
2004 wurde el-Zaher ägyptischer Meister im Hochsprung. 